# Hoogezand-Sappemeer
Hoogezand-Sappemeer (gro.: Hogezaand-Sapmeer) – gmina w północno-wschodniej Holandii, w prowincji Groningen. Siedzibą władz gminy jest Hoogezand. Według spisu ludności z 2013 roku gmina liczy 34 363 mieszkańców. Ma powierzchnię 72,99 km²

## Komunikacja
Na terenie gminy znajdują się 4 stacje kolejowe : Kropswolde, Martenshoek, Hoogezand-Sappemeer i Sappemeer Oost.

## Miejscowości
- Achterdiep
- Borgercompagnie
- Borgweg
- Foxham
- Foxhol
- Foxholsterbosch
- Hoogezand
- Jagerswijk
- Kalkwijk
- Kiel-Windeweer
- Kleinemeer
- Kropswolde
- Lula
- Martenshoek
- Meerwijck
- Nieuwe Compagnie
- Sappemeer
- Tripscompagnie
- Waterhuizen
- Westerbroek
- Wolfsbarge